# Ercole Boero
Ercole Boero (La Spezia, 1889 – Genova, 7 giugno 1952) è stato un pallanuotista e allenatore di pallanuoto italiano.
Era noto come Boero I per distinguerlo dal fratello Mario o Boero II.

## Carriera

### Giocatore

#### Club
La sua carriera si svolse tra le file del Genoa Cricket and Football Club Waterpolo, vincendo i primi campionati italiani di pallanuoto.
La sua militanza in rossoblu fu interrotta solo nella stagione 1919, ove militò nella Rari Nantes Milano. Con i meneghini giunse al secondo posto finale, sopravanzati solo dal Genoa.

#### Nazionale
Boero difese i colori dell'Italia alle olimpiadi di Anversa nel 1920. 
La spedizione fu fallimentare. Gli italiani patirono le gelide acque anversane e, nella partita contro la Spagna, protattasi ai supplementari per l'1 a 1 nei tempi regolamentari, solo Boero, Mario Boero ed Amilcare Beretta scesero in vasca. Gli altri compagni si arresero ed entrarono solo secondo tempo supplementare a causa di possibili assideramenti. L'incontro terminò comunque con una sola ulteriore rete, segnata dagli spagnoli.

### Allenatore
Guidò la nazionale italiana che partecipò ai Giochi olimpici di Parigi. Con gli azzurri non superò il primo turno del torneo di pallanuoto.

## Palmarès

### Club
- Campionato italiano: 2

Genoa:1913, 1914